# Akira Kaji
Akira Kaji (Prefectura de Hyogo, Japó, 13 de gener de 1980) és un exfutbolista japonès. Akira Kaji va disputar 64 partits amb la selecció japonesa.